# 瓦馬斯查克拉山
9°56′52″S 77°15′30″W / 9.94778°S 77.25833°W
瓦馬斯查克拉山（Wamas Chakra），是秘魯的山峰，位於該國北部安卡什大區，由雷奈伊省的卡塔克區負責管轄，屬於布蘭卡山脈的一部分，海拔高度5,409米。